# Firmin Didot
Firmin Didot (14 d'abril de 1764 - 24 d'abril 1838), fou un gravador, impressor, editor i tipògraf francès.

## Biografia
Neix a París al cor d'una família d'editors, impressors i creadors de tipus. El seu nom ens porta a la paraula "Estereotip", va ser el seu creador. L'estereotip consistia en la impressió amb plaques metàl·liques de tipus mòbils que fins i tot avui dia s'utilitza. Va ser un sistema revolucionari, ja que va aportar una sèrie d'avantatges al mercat dels llibres. És conegut per dissenyar el primer tipus modern, a més de crear un nou tipus que es va utilitzar l'any 1798 per imprimir "El Virgil" en una edició especial per Louvre. Precisament aquest tipus va portar a Firmin a la posteritat, convertint-lo en el màxim icona de la tipografia Francesa. Part d'aquest èxit va ser la utilització del paper que es va usar per la seva impressió, el paper de teixit suau i llis creat per John Baskerville en Anglaterra. Aquest paper li proporcionava una qualitat de superfície d'impressió superior, això va afavorir els tipus de Didot en especial amb els seus traços i fines rematades. Firmin mor el 24 d'abril de 1838 en Mestil-sur-l'estrée, França.

## Orígens de la família
La família Didot, amb François-Ambroise Didot el que és pare d'onze fills i al seu torn avi de Firmin. La família, posseïa un molí en una regió ubicada a uns 30 km al sud-est de París molt a prop de Corbeil, vila coneguda en l'època per la possessió d'importants papereres. Va començar a treballar amb el seu germà Pierre Didot, perfeccionant totes les tècniques de la impressió fins a poder assolir el grau de fonedor de tipus i gravador per a així després introduir la tècnica d'impressió amb estereotip per l'any 1797.

## Cronologia
- 1783 Dissenya el primer tipus modern a l'empresa familiar Didot. L'esmentat tipus té les qualitats de serifa sòbria i elegant i contrast de traços fins i gruixuts amb tensió vertical, modulació i també un contrast entre els traços i unes rematades nítides que en cap altra època no haguessin pogut tallar. Aquest tipus es va utilitzar per a la impressió de Gerusalemme, Liberata de Tasso. Firmin a l'edat de 19 anys produeix la cursiva i les dues mides més petites, anys més tard experimenta amb els grossors dels tipus i grava la família de font amb increments de 0,5 punts (10 pt., 10,5 pt., 11 pt.) sent Firmin la primera persona que realitza aquesta operació en la història de la tipografia.
- 1794 Didot crea el "estereotip", sistema d'impressió amb plaques metàl·liques que s'utilitza avui dia, aquest sistema aporta molts avantatges:reducció de costos d'impressió, llibres molt més econòmics i al seu torn això fa que sigui més accessible per a totes les persones. Crea un nou sistema de mesurament tipogràfic, l'esmentat mètode pren base al peu de rei, la mesura oficial Francesa abans del sistema mètric decimal.
- 1798 Firmin crea una nou tipus, més estilitzat amb major contrast, amb acabaments rectes, aquest tipus s'utilitza per imprimir el Virgil en 1798 en una elegant edició del Louvre. Aquest tipus nou, és el que porta a Firmin Didot a la posteritat, convertint-lo en el màxim exponent de la tipografia Francesa.
- 1812 Portat pel seu gran coneixement i els seus continus avenços, Napoleó Bonaparte decideix nomenar-lo director de la Farga Imperial, càrrec que ocuparà fins a l'any 1836, any de la seva mort.
- 1828 Didot s'allunya del negoci familiar i s'introdueix en la política de tal manera que arriba a formar part de la cambra de diputats.

## Aportacions familiars
Va ser reconeguda com a família de: fonedors, fabricants de papers, gravadors, impressors i llibreters francesos que van estar en constant perfeccionament de les arts de la tipografia durant els segles xviii i xix. Entre tots ells podem trobar: pares, fills, avis, nets, besnets... tots ells dedicats a la mateixa branca o professió. Tant França com Bèlgica estan en deute amb la família Didot França per la publicació de la "Biographie Nationale", i Bèlgica per l'establiment de la Premsa Reial
- François Didot (París, 1689-1757). Fill de Denis Didot va ser un comerciant que havia nascut a París i va obrir una llibreria anomenada «La Bíblia d'Or»). Va ser impressor i llibreter.
- Françoise-Ambroise Didot (París, 1730-1804). Fill de François i pare de Firmin, va ser reconegut per ser nomenat impressor de la clerecia el 1788. Inventa la premsa dita d'un sol cop, i la divisió de la força del cos de les lletres. Va imprimir la Bible Latine i una col·lecció de clàssics francesos, per ordre de Lluís XVI. Crea una nova font que serà coneguda com el primer tipus modern, Firmin comença a treballar a la farga sent aprenent del seu pare.[4]
- Firmin Didot (1764-1836). Fill de François-Ambroise, el 1789 succeí al seu pare a la foneria. Va ser distingit com fonedor de caràcters i va ser conegut com a hàbil gravador, també com fabricant de paper. Va inventar un sistema d'estereotípia.
- Pierre Didot (1760-1853). Germà de Firmin, guardonat amb una medalla d'or en l'exposició de 1798, per a la seva edició de Virgilio. Per ordre del Govern, les seves premses es van establir al Louvre. La junta d'examinadors de l'exposició de 1806 va pronunciar l'edició de Racine, "la producció tipogràfica més perfecta de totes les edats". Pierre Didot va ser també poeta i va traduir en vers algunes obres de les quals destaquen el quart llibre de les Geòrgiques de Virgili, els primers llibres de les odes d'Horaci i també va escriure una sèrie de poemes originals.

## Tipografia Didot
Pertany a un nou estil romà modern la qual posseeix una extrema tensió vertical, gran contrast entre pals fins i gruixuts al seu torn amb les seves serifes rectes i finíssimes proporcionant d'aquesta manera una aparença clara i elegant. Va ser tal el seu èxit que es va convertir en el tipus de França i en l'estàndard nacional per a les publicacions franceses.
Giambattista Bodoni pren com referencia i es basa en aquest tipus creat per Didot per crear el seu propi. Però si comparem aquests dos tipus i els posem un al costat de l'altre coincideixen en pes mida i interlineat. Però el tipus Didot suggereix major elegància i calidesa, mentre que Bodoni suggereix major duresa i robustesa.

## Llegat

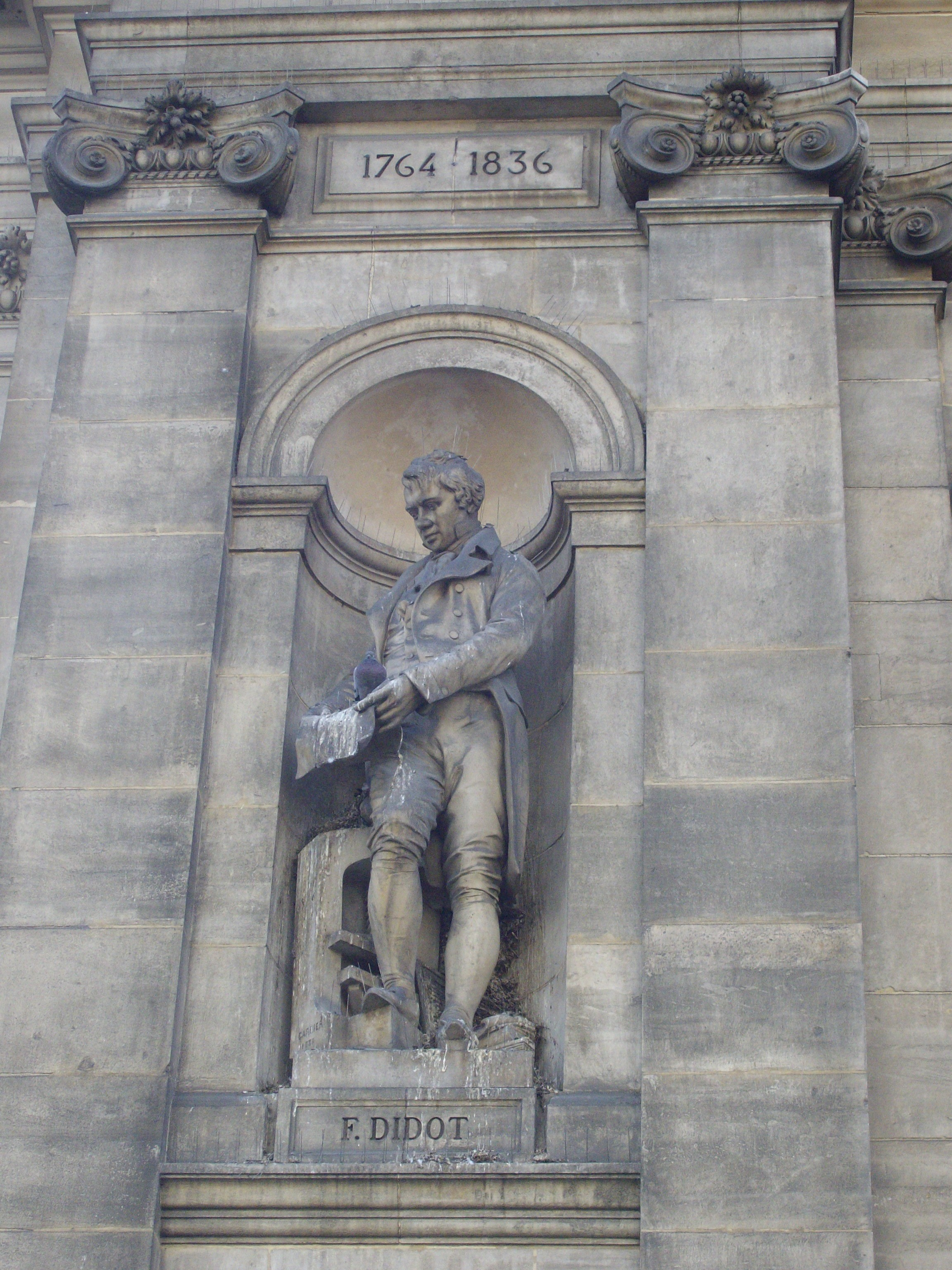
Estàtua de Firmin Didot

El tipus Didot es fa famós a França, es converteix en l'estàndard de tota mena de publicació del país. Moltes fargues d'Europa intenten copiar els seus models, però cap d'elles no ho aconsegueix. Segons la història, es diu que Firmin es basa per fer la romana moderna en els tipus realitzats per John Baskerville, William Caslon i Nicolas Jenson, això fa que la seva sigui reconeguda com el primer "Tipus Modern". Firmin pren el mètode de mesurament tipogràfic realitzat per Pierre Simon Fournier, el millora i aconsegueix que sigui reconegut com a "sistema de mesurament tipogràfic europeu".